# Isòvol

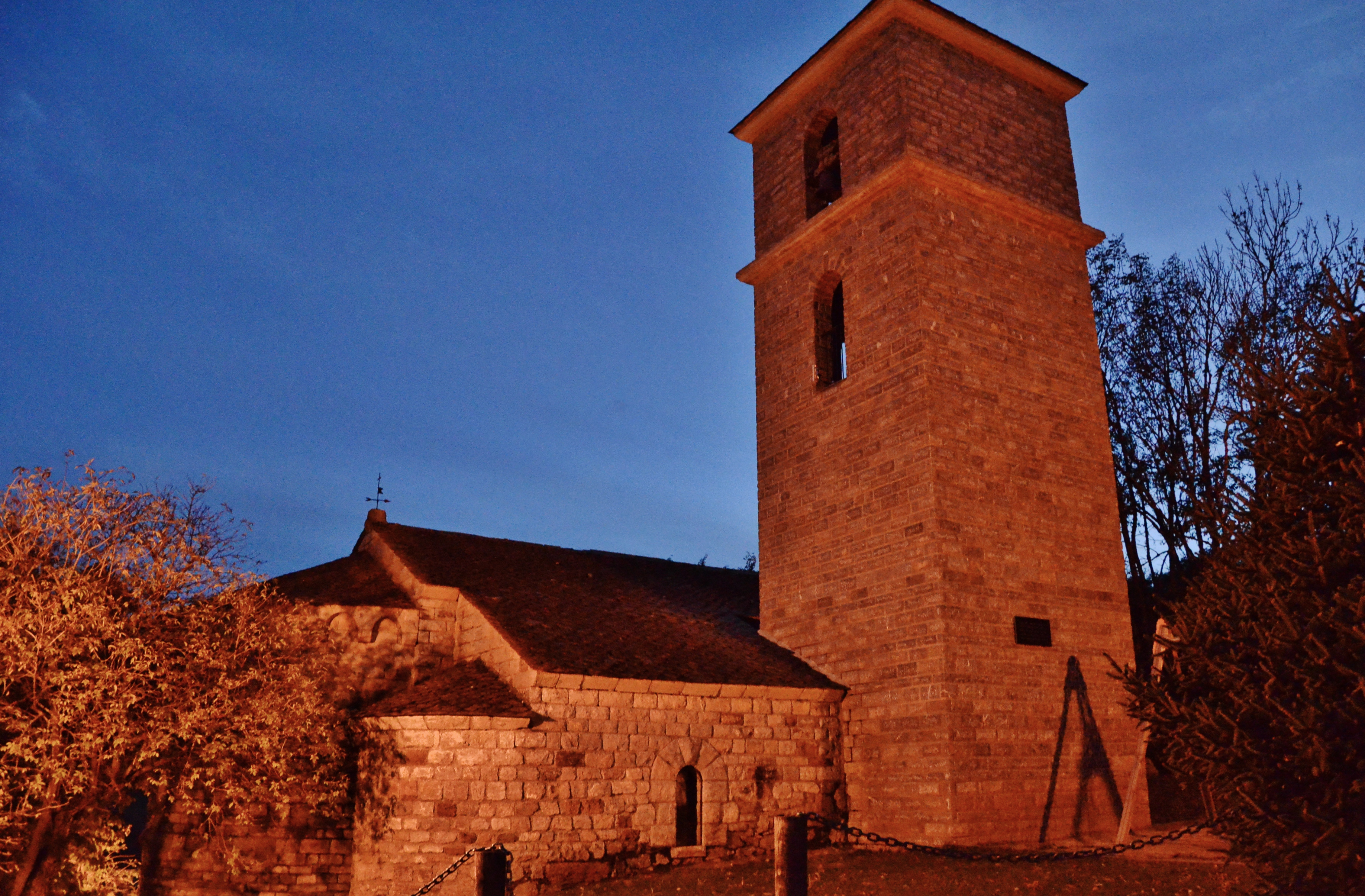
Kerk van Isóvol

Isòvol is een gemeente in de Spaanse provincie Girona in de regio Catalonië met een oppervlakte van 11 km². Isòvol telt 276 inwoners (1 januari 2016).

## Demografische ontwikkeling
Bron: INE, 1857-2011: volkstellingen
Opm.: In 1857 werden de gemeenten All en Olopte aangehecht